# 霍华德·斯科特·华沙
霍华德·斯科特·华沙（Howard Scott Warshaw，1957年7月30日—）是美国心理治疗师，前电子游戏设计师、程序员。他在1980年代为雅达利游戏机雅达利2600创作了《亚尔复仇记》、《夺宝奇兵》和《E.T.外星人》。他还写出两部书、制作导演过三部纪录片。